# スターク (フリゲート)
| USS Stark (FFG-31) |                                                                           |
| 艦歴               |                                                                           |
| 発注:              | 1978年1月23日                                                             |
| 起工:              | 1979年8月24日                                                             |
| 進水:              | 1980年5月30日                                                             |
| 就役:              | 1982年10月23日                                                            |
| 退役:              | 1999年5月7日                                                              |
| 除籍:              | 1999年5月7日                                                              |
| その後:            | 2005年10月7日にスクラップとして売却                                       |
| 要目               |                                                                           |
| 排水量             | 基準：3,159t                                                              |
| 排水量             | 満載：4,057t                                                              |
| 全長               | 445 ft (136 m)                                                            |
| 全幅               | 45.4 ft (13.8 m)                                                          |
| 吃水               | 22 ft (6.7 m)                                                             |
| 機関               | COGAG方式                                                                 |
| 機関               | LM2500-30 ガスタービンエンジン（20,500shp）×2基                           |
| 機関               | 可変ピッチプロペラ（5翔）×1軸                                             |
| 機関               | 非常用旋回式スラスター（350hp）×2基                                       |
| 最大速             | 29ノット以上                                                              |
| 航続距離           | 4,500海里（20ノット巡航時）                                               |
| 乗員               | 206名（士官13名）                                                         |
| 兵装               | Mk.75 76mm単装速射砲×1基                                                  |
| 兵装               | Mk.38 25mm単装機関砲×2基                                                  |
| 兵装               | Mk.15 20mm CIWS×1基                                                       |
| 兵装               | M2 12.7mm単装機銃×4基                                                     |
| 兵装               | Mk.13 Mod.4 ミサイル単装発射機×1基 *SM-1MR SAM *ハープーン SSM を発射可能 |
| 兵装               | Mk.32 Mod.7 3連装短魚雷発射管×2基                                         |
| 艦載機             | SH-2F シースプライト LAMPS ヘリコプター×1機 ※さらに1機搭載可能            |
| C4ISTAR            | NTDS（JTDS+リンク 11/14）                                                 |
| C4ISTAR            | Mk.92 FCS（SM-1MR、76mm砲用）                                             |
| C4ISTAR            | AN/SQQ-89 ASWCS                                                           |
| センサ             | AN/SPS-49対空捜索レーダー                                                 |
| センサ             | AN/SPS-55対水上捜索レーダー                                               |
| センサ             | AN/SQS-56船底装備ソナー                                                   |
| センサ             | AN/SQR-19曳航ソナー                                                       |
| 電子戦             | AN/SLQ-32(V)2 ESM装置                                                     |
| 電子戦             | Mk.36 デコイ発射装置                                                      |
| モットー:          |                                                                           |

スターク（英語: USS Stark, FFG-31）は、アメリカ海軍のミサイルフリゲート。オリバー・ハザード・ペリー級ミサイルフリゲートの23番艦。艦名は第8代海軍作戦部長を務めたハロルド・スターク提督に因む。

## 艦歴
1978年度計画の一部として、1978年1月23日にカリフォルニア州サンペドロのトッド・パシフィック造船所に建造発注され、1979年8月24日に起工する。1980年5月30日に進水し、1982年10月23日に就役した。

### ミサイル攻撃
スタークはイラン・イラク戦争中の1984年と1987年に中東へ展開した。この2度目の展開において、1987年5月17日、イラク軍のミラージュF1が発射した2発のエグゾセAM39空対艦ミサイルの直撃を受けた。イラク軍は当時タンカーに対する攻撃を行っていたが、ミラージュのパイロットはスタークをタンカーと誤認して攻撃したものとされている。この事件はペリー級の抗堪性の高さを証明したと同時に、システムの弱さを露呈した事件でもあった。

#### 攻撃までの時系列
- 20:00 - ミラージュはシャイバを出撃してペルシャ湾を南下した。これはペルシャ湾上空を哨戒中であったアメリカ空軍の早期警戒管制機（AWACS）により確認されていた。
- 20:43 - 僚艦クーンツより、ミラージュがスタークの西北西117海里（217 km）にいる旨、第6艦隊旗艦ラ・サールに報告された。
- 20:58 - スターク自身のレーダーも、艦の西南西68海里（126 km）にミラージュを捕捉した。
- 21:00 - クーンツより、ミラージュが東に変針したと報告された。
- 21:03 - クーンツより、ミラージュがスタークに向かっていると報告された。ラ・サールはスタークに対して、同機を監視しているか照会し、スタークは肯定した。
- 21:06 - スタークのAN/SLQ-32(V)2 ESM装置により、ミラージュのシラノIVレーダーが捜索モードで動作している際のレーダー信号が探知された。
- 21:09 - AWACSは、スタークがミラージュに対して無線の音声チャンネルで警告を発しているのを傍受したが、同機からの応答はなかった。
AN/SLQ-32(V)2 ESM装置がミラージュのシラノIVレーダーがロックオン状態になったことを探知した。ほぼ同時に、左舷見張り員がミサイルの接近を報告、艦内は総員戦闘配置に移行した。
- 21:10 - スタークの射撃指揮レーダーがミラージュを捕捉した。
- 21:12 - ミサイル被弾。

#### 被弾後
21時12分、艦橋張出しの真下、左舷吃水線上8フィートに1発目のAM39が入射角35度で命中した。ミサイルは消防主管を破壊しつつスタークの第2甲板上の各区画を貫通、先任海曹室の角で止まった。弾頭は爆発しなかったが、ロケットの残燃料120ポンド（54 kg）は摂氏2,000度に達する高温で燃焼しており、先任海曹室を中心に火災が発生した。その20秒後、2発目のAM39が入射角30〜35度で、初弾の8フィート（2.4 m）前方に命中、艦内5フィート（1.5 m）まで突入したところで弾頭が起爆した。これによりスタークは兵員居住区を中心に半径10 mの区域が壊滅し、さらに火災が発生した。
スタークは第2弾を被弾した時点で、既に第1弾の被弾に伴うダメージコントロールのために当該区画に向かっていた乗員がいた事もあり、スタークの死傷者は兵員の5分の1にも上った。また被弾箇所が艦橋構造物直下だったために、火炎は戦闘指揮所（CIC）まで昇っていった。第1弾が消防主管系を破壊していたこともあり、ダメージコントロールは困難を極めた。しかし平時からの訓練が幸いし、パニックになるものはいなかった。第2弾の爆発で垂直防火隔壁が損傷していたため、その前方のミサイル弾庫にも煙が達しており、誘爆・轟沈が憂慮されたが、慎重な注水作業によって、この最悪の事態は免れた。
またこれら消火活動に伴う散水と、第1弾に破壊された消防主管系からの漏水によって船体は左舷に16度も傾斜したため、隔壁に破孔をあけて水没区画からの排水を行った。午前1時15分には、応急班が装用する酸素吸入装置（OBA）のキャニスターが底をついてしまったが、これは20分後、旗艦ラサールより空輸補給された。最終的に、5月18日17時に火災は鎮火した。第1弾の被弾から20時間後であった。この攻撃によって37名の兵士が死亡し、21名が負傷した。

#### 事後検証
この働きは英雄的な活躍と賞賛され、アメリカ海軍の練度の高さを知らしめた。しかし同時にアメリカ海軍の弱点も露呈した。スタークは事件の4時間前には僚艦のファラガット級ミサイル駆逐艦クーンツからペルシャ湾の哨戒任務を引き継いでおり、決して戦闘が不可能な状態ではなかった。また上記の通り、ミラージュF1はAWACSやクーンツ、さらにはスターク自身のレーダーでも捕捉しており、第6艦隊旗艦ラ・サールにもその旨が報告されていた。にもかかわらず、ファランクスCIWSによるハードキルも、Mk 36 SRBOCによるソフトキルも試みないままに、スタークは被弾した。これはイラン・イラク戦争当時、アメリカはイラクを支援しており、イラク軍からの攻撃は想定していなかったのが原因であった。
ただ、“友軍機”という認識により、敵ミサイルが20 kmに迫るまでスタークの乗員が対処行動を起こさなかったことは説明されるものの、その後左舷監視員の目視距離に入っても艦対空ミサイル発射機やCIWSが一切迎撃のための行動をとらなかったこと、レーダーも当該目標を認識しなかった（艦長以下ブリッジ要員証言）こと、そして搭載する電子戦装置（SLQ-32(V)2）が電子攻撃機能を持たないことが大問題となった。このため、アメリカ海軍は就役済及び建造中であったオリバー・ハザード・ペリー級各艦に、波浪による電波の乱反射（シークラッター）への対策をはじめとする改修をおこなうことになる。
アメリカとイラクは当時交戦状態になかったため、イラク機への攻撃は認められなかった。イラク政府関係者によれば、スタークを攻撃したパイロットは処罰されなかった。アメリカ政府関係者はパイロットが処刑されたものと考えていたが、ジャーナリストのロバート・フィスクの著書『The Great War For Civilisation』によると、イラク空軍指揮官がパイロットはまだ生きていると語ったという。
スタークはバーレーンに到着した後、アカディア（USS Acadia, AD-42）による応急修理を受け、その後自力で母港のフロリダ州メイポートに帰還した。その後、ミシシッピ州のインガルス造船所において1億4,200万ドルを費やした修理が行われ、1988年9月に艦隊に復帰した。この事故は戦艦アイオワ（USS Iowa, BB-61）の砲塔爆発事故が発生するまで、アメリカ海軍における最も致命的な平時災害とされた。
この事件を受けアメリカ海軍はペルシャ湾におけるROE（交戦規定）を、必要に応じて先制攻撃も可能なよう改訂したが、この改訂は翌年のイージス巡洋艦ヴィンセンスによるイラン航空機誤射事件の原因の一つとなった。

### 1990年代
スタークは1990年に大西洋艦隊の一部として活動し、1991年には中東軍に配属された。1993年にはUNITASに加わり、1994年にはオペレーション・サポート・デモクラシーおよびオペレーション・エイブル・ヴァージルに参加した。1995年には再び中東軍に戻り、その後1997年に再び大西洋艦隊に配属された。
スタークは1999年5月7日に退役し、ペンシルベニア州フィラデルフィアの予備役艦艇保管施設で保管された後、2005年10月7日にフィラデルフィアのメトロ・マシン社にスクラップとして売却された。